# Louis Sosson

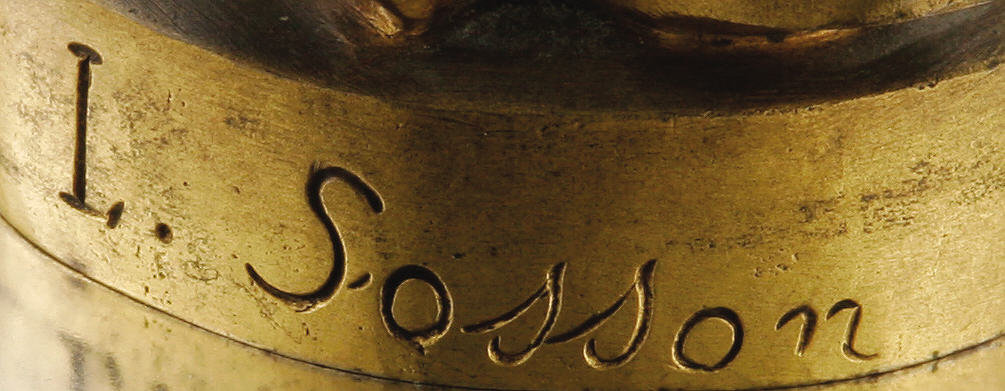
Signatur von Louis Sosson

Louis Sosson (geboren vor 1905; gestorben nach 1930) war ein französischer Bildhauer und Elfenbeinschnitzer, der von etwa 1905 bis 1930 künstlerisch aktiv war. Seine genauen Lebensdaten sind in der Literatur nicht bekannt. 

## Leben
Louis Sossons Geburtsdatum und Sterbedatum sind unbekannt. Er lebte von 1914 bis 1918 in der Pariser Rue Turenne 50. Sossons Geburtsdatum wird zeitlich von 1870 bis 1880 und sein Todesdatum zwischen 1930 und 1950 verortet. Die meisten seiner Arbeiten stammen aus der Zeit des Art déco, frühere aber auch aus der Zeit des Jugendstils. In erster Linie fertigte er chryselephantine Statuetten aus Elfenbein und Bronze von jungen, schönen Frauen, oftmals als Akt. Andere Sujets waren unter anderem eine Skifahrerin (mit den Skiern auf dem Rücken) und Figuren in holländischer Kleidung. Seine Arbeiten wurden vielfach von der Bildgießerei Edmond Etling handwerklich umgesetzt.

## Werke (Auswahl)
- Danseuse aux Cymbales, 1910
- Réveil, 1920
- Ue joueuse de lyre, 1920–1930
- Jeune fille à la raquette
- Danseuse au cerceau
- Pierrot à la guitare
- Danseuse à l’éventail
- Danseuse au panier
- Joueuse de Hockey
- Cendrier circulaire creux, 1930
- Skieuse
- Les petits patineurs hollandais
- Büste Bacchantin, 1910
- Jeune femme à l’arc
- Lancelot
- Büste Profil d’indien
- Femme au coffret, 1930
- Allégorie de la Littérature
- Nu féminin
- L’aigle, 1920–1925
- Jeune marin hollandais, 1920
- Ecolière, 1920